# Leechburg
Leechburg är en kommun av typen borough i Armstrong County i Pennsylvania. Vid 2010 års folkräkning hade Leechburg 2 156 invånare.